# Войцех Живний
Войцех Живний (13 травня 1756, Мшено — 21 лютого 1842, Варшава) — польський піаніст, віолончеліст, композитор i педагог чеського походження.
Учень Яна Кухаржа (Jan Kuchař). Відомий творами для фортепіано, віолончелі та оркестру. У його творчості помітний вплив як класичної, так і народної музики.
У 1816–1822 роках викладав Фридерикові Шопену, був його першим професійним учителем фортепіано.